# Znojmo - Kostel Nalezení sv. kříže
Znojmo - Kostel Nalezení sv. kříže este o arie protejată (arie specială de conservare — SAC, sit de importanță comunitară — SCI) din Republica Cehă întinsă pe o suprafață de 0,17 ha, integral pe uscat.

## Localizare
Centrul sitului Znojmo - Kostel Nalezení sv. kříže este situat la coordonatele 48°51′23″N 16°03′04″E / 48.856389°N 16.051111°E.

## Înființare
Situl Znojmo - Kostel Nalezení sv. kříže a fost declarat sit de importanță comunitară în aprilie 2005 pentru a proteja 1 specie de animale. Situl a fost protejat și ca arie specială de conservare în iunie 2016.

## Biodiversitate
Situată în ecoregiunea panonică, aria protejată nu include niciun habitat protejat.
La baza desemnării sitului se află o specie protejată de  mamifere: liliac comun (Myotis myotis).